# Navalmanzano
Navalmanzano er en by og kommune i det centrale Spanien i provinsen Segovia. Den har et indbyggertal på 1.044 (2024) indbyggere.